# La leyenda de Bruce Lee
La leyenda de Bruce Lee (en inglés The Legend of Bruce Lee) es una serie televisiva china biográfica basada en la vida del actor y practicante de artes marciales Bruce Lee. La serie de 50 episodios fue producida y transmitida por CCTV y salió al aire desde el 12 de octubre de 2008. Estaba protagonizada por el actor de Hong Kong Chan Kwok-Kwan como Bruce Lee y la actriz estadounidense Michelle Lang como la esposa de Lee, Linda Lee Cadwell. El período de producción abarcó nueve meses, y la filmación tuvo lugar en China, Hong Kong, Macao, Estados Unidos, Italia y Tailandia, con un presupuesto de 50 millones de yuanes (7,3 millones de dólares).
La hija de Lee, Shannon Lee, es la productora ejecutiva de la serie. Otros artistas marciales como Mark Dacascos, Ray Park, Gary Daniels, Ernest Miller y Michael Jai White también aparecen en la serie, interpretando los papeles de artistas marciales prominentes a lo largo de la vida y carrera de Bruce Lee.
La leyenda de Bruce Lee (en inglés The Legend of Bruce Lee) ha visto un aumento en la audiencia desde su debut en 2008. Los primeros 14 episodios rompieron el récord anterior de China de ''Chuang Guan Dong''. Según la encuesta de CSM realizada el 26 de octubre de 2008, los primeros 30 episodios de la serie recibieron calificaciones de audiencia superiores al 10.35%. El episodio final alcanzó un índice de audiencia del 14.87%, rompiendo el récord más alto establecido en 2003.

## Elenco
| Protagonista         | Personaje                                             |
| Chan Kwok-Kwan       | Bruce Lee 李小龍                                      |
| Michelle Lang        | Linda Lee Cadwell 琳達.埃莫瑞                         |
| Giulio Taccon        | Brandon Lee 李國豪                                    |
| Ray Park             | Rolex (Chuck Norris) 勞力士                           |
| Michael Jai White    | Harrison (Muhammad Ali) 哈里森                        |
| Gary Daniels         | Fighter (Ernest The Cat Miller) 埃里特                |
| Mark Dacascos        | Thai fighter 察爾王                                   |
| Tim Storms           | Wally Jay 威利.傑依                                   |
| Yannick Van Dam      | Hoffman (Robert Wall) 霍夫曼                          |
| Yu Chenghui          | Yip Man 葉問                                          |
| Wang Luoyong         | Shao Ruhai (James Yimm Lee) 邵如海                    |
| Gai Ke               | Mrs. Lee 李太太                                       |
| Zhou Zhou            | Lee Hoi-chuen 李海泉                                  |
| Bian Xiaoxiao        | Qin Xiaoman (Maria Yi, Nora Miao y Betty Ting) 秦小曼 |
| Hazen Lake MacIntyre | George 喬治                                           |
| Ted E. Duran         | Blair 布萊爾                                          |
| Natalia Dzyublo      | Jones 瓊斯                                            |
| Traci Ann Wolfe      | Julianna 嘉麗雅娜                                     |
| Eric Chen            | Wong Shun Leung 黃淳梁                                |
| Liu Dong             | Taky Kimura 木村武之                                  |
| Ning Li              | Dan Inosanto 伊諾山度                                 |
| Gao Daowei           | Xu Wenhuai (Raymond Chow) 許文懷                      |
| Zhang Lu             | Huang Li (Lo Wei) 黃黎                                |
| Jia Meiying          | Xu Diya (Ruby Chow) 徐迪雅                            |
| Lin Yumiao           | Ah Lin 阿林                                           |
| Luc Bendza           | Jesse Glover 傑西.格魯夫                              |
| Ernest Miller        | Earnie Shavers 費雷澤                                 |
| Leslie H. Collins    | William Dozier 威廉                                   |
| Wang Gongyi          | Peter Lee 李忠琛                                      |
| Cheng Yu             | Wang Lichao 王力朝                                    |
| Li Yuan              | Yellow-skinned Kid (Wong Jack Man) 黃皮小子           |

## Estrenos internacionales
- Brasil: "Bruce Lee - A Lenda" comenzó a transmitirse en Central Nacional de Televisão el 2 de mayo de 2011.
- Italia: "La Leggenda di Bruce Lee" comenzó a transmitirse en la RAI 4 de 4 de abril.
- Estados Unidos: Comenzó a transmitirse en KTSF durante la semana a las 9:00 p. m. desde abril de 2009.
- Vietnam: Se emitió en Ciudad Ho Chi Minh Televisión y DN1-RTV con un nombre traducido Huyen Thoai Ly Tieu Long en 2009.
- Corea del Sur: 이소룡 전기 comenzó a transmitirse en SBS de mayo de 2009.
- Japón: ブルース • リー 伝説 comenzó a transmitirse en BS NTV del 3 de octubre de 2009. Fue lanzada en DVD por VAP en 2010.
- Canadá: La leyenda de Bruce Lee comenzó a transmitirse en la televisión de Fairchild el 15 de marzo de 2010.
- Hong Kong: Comenzó a transmitirse en ATV Inicio el 14 de mayo de 2010, pero con episodios recortados de 45 minutos a sólo 30 minutos. Los primeros cuatro episodios incluyó entrevistas con Danny Chan al comienzo de cada episodio. Además, el tema de apertura fue reemplazado por el tema de cierre, y viceversa.
- Filipinas: Comenzó a emitirse el Q (la cadena de televisión) 28 de junio de 2010 reemplazando World Idol Super Junior.
- Taiwán: Comenzó a emitirse en Televisión de Taiwán el 27 de septiembre de 2010.
- México: Comenzó a emitirse en el Canal 5 de Televisa, a partir del 7 de mayo de 2012, tres episodios por día en horario nocturno de 2:00 a. m. a 4:30 a. m.

- Perú: Hace unos años atrás ya había transmitido por Panamericana Televisión. Comenzó a emitirse en TV Perú el 28 de abril de 2019, cada domingo a las 5:00 p. m.[1] Muy pronto transmitirá por Willax Televisión
- Bolivia: A través de un convenio con Classic Media Films, Bolivia TV estreno la serie el lunes 16 de diciembre de 2019 a las 14:00 reemplazando a CD7(programa deportivo).[2]
- Panamá: Comenzó a emitirse por Nex, a partir del 29 de agosto de 2022.

Además, en los Estados Unidos, Lions Gate Entertainment editó la serie en una película de 183 minutos de duración, liberado en formato DVD el 21 de septiembre de 2010.